# Proper Records
Proper Records is een Brits platenlabel, dat bekend is door haar heruitgaven onder de naam 'Proper Box', een box-set met 4 cd's rond een bepaald thema of een muzikant of groep, voor een budgetprijs. Daarnaast brengt het label ook nieuw werk uit van hedendaagse musici. Het label werd in 1996 opgericht door Malcolm Mills en Paul Riley. Het label is gevestigd in Beckenham.
Anno 2013 waren zo'n honderdvijftig Proper Box-sets uitgebracht met jazz, country en rock-'n-roll-artiesten. Proper Records komt ook met nieuwe opnames op het gebied van rockmuziek, Americana, folk en blues. Nieuwe jazzopnames komen uit op het sublabel 'Specific Jazz'.
In Beckenham heeft het label een eigen opnamestudio, Specific Sound.
De distributietak van het bedrijf, Proper Music Distribution, heeft drie keer een Music Week-award gewonnen in de categorie "Distributor of the Year", de laatste keer in 2012.
Musici die op het label (met nieuw werk) uitkwamen zijn onder meer:
- Bonnie Raitt
- Joan Baez
- Richard Thompson
- Aimee Mann
- Little Feat
- Andy Fairweather Low
- Nick Lowe
- Sonny Landreth
- Ian McLagan
- Blind Boys of Alabama
- Tim O'Brien
- Hacienda Brothers
- Bill Kirchen
- Art Garfunkel
- Drumbo
- Robyn Hitchcock
- Blancmange
- Dave Stewart
- Loudon Wainwright III
- The Waterboys

Op Specific Jazz:
- Jacqui Dankworth
- Jay Phelps
- Tony Kofi
- Anita Wardell
- Alan Barnes